# Nephila pilipes
Nephila pilipes is een spinnensoort uit de familie van de wielwebspinnen (Nephilidae).
De wetenschappelijke naam van de soort werd in 1793 als Aranea pilipes gepubliceerd door Johann Christian Fabricius.

## Verspreiding
De spin komt voor van Japan en China in het noorden tot Australië en Vanuatu in het zuidoosten en India en Sri Lanka in het westen.